# Stazione Bellingshausen
La stazione Bellingshausen (in russo станция Беллинсгаузен) è una base antartica permanente russa (precedentemente sovietica) localizzata nella penisola Fildes nella zona occidentale dell'Isola di re Giorgio, nelle Shetland Meridionali. La struttura è intitolata all'esploratore russo Fabian Bellingshausen.
Localizzata ad una latitudine di 62°11'S e ad una longitudine di 58°57'O in una zona libera dai ghiacci ad un'altitudine di 15,8 metri ed a soli 100 metri dalla base cilena Eduardo Frei.
La base è stata inaugurata il 22 febbraio del 1968 ed ha operato con continuità.
La popolazione estiva è di 38 persone, che si riducono a 25 durante l'inverno australe. Della base fa parte la chiesa della Trinità, la più grande chiesa ortodossa del continente. La base occupa una superficie totale di 800x600 metri, con 14 edifici aventi una superficie coperta complessiva di 25 236m² di cui 324 riservati agli alloggi degli scienziati.
La base effettua studi scientifici relativi al monitoraggio ambientale, geologico ed attività di cartografia (dal 1970). Si occupa inoltre dello studio del geomagnetismo, della glaciologia marina e terrestre (dal 1969), della biologia umana (dal 1968), della ionosfera, delle aurore polari (dal 1978) e, dal 1968, di osservazione meteorologica.
La base si trova in una zona relativamente calda dell'Antartide: la temperatura media di agosto (il mese più freddo) è di -6.8°С, mentre quella del mese più caldo (febbraio) è di +1.1°С. Per questo motivo i residenti russi della base hanno soprannominato la stazione Bellingshausen kurort (in russo курорт): stazione termale.